# اسکات قطب جنوب (فیلم)
اسکات از قطب جنوب (انگلیسی: Scott of the Antarctic) فیلمی در ژانر زندگینامه‌ای است که در سال ۱۹۴۸ منتشر شد. از بازیگران آن می‌توان به جان میلز، جیمز رابرتسن جاستیس، کنت مور، و کریستوفر لی اشاره کرد.